# Réti Andrea
Réti Anrea (Budapest, 1960. március 1. –) magyar színésznő.

## Életpályája
Színészi diplomáját a Színház- és Filmművészeti Főiskola operett-musical szakán szerezte 1986-ban. Főiskolásként gyakorlati idejét a József Attila Színházban töltötte. Pályáját 1987-től a kaposvári Csiky Gergely Színházban kezdte. 1988-tól a Békés Megyei Jókai Színház tagja volt. Szabadfoglalkozású művésznőként 1991-től Németországban lép fel. 

## Fontosabb színházi szerepei
- William Shakespeare: Hamlet... Ophélia, Polonius lánya
- William Shakespeare: III. Richárd... Lady Anna, Edwárd, walesi herceg özvegye
- Henrik Ibsen: A nép ellensége... Catherine Stockmanm, Thomas felesége
- Nyikolaj Vasziljevics Gogol: A revizor... A polgármester lánya
- John Kander – Fred Ebb: Kabaré... Sally Bowles
- John Kander – Fred Ebb: Chicago... Roxie Hart
- Carlo Gozzi: A varázssütemény avagy Nella szerelme... Brighella, Beder udvaronca
- Horváth Péter – Presser Gábor – Sztevanovity Dusán: A padlás... Kölyök, szellem 530 éves
- Déry Tibor – Pós Sándor – Presser Gábor – Adamis Anna: Képzelt riport egy amerikai popfesztiválról... Eszter
- Müller Péter – Tolcsvay László – Bródy János: Doctor Herz... Beryll, Alfred Mezzabotta lánya
- Szirmai Albert – Bakonyi Károly: Mágnás Miska... Marcsa
- Jacobi Viktor: Leányvásár... Lucy
- Eisemann Mihály: Én és a kisöcsém... Kati
- Lehár Ferenc: A víg özvegy... Margot, grizett
- Békeffi István: A régi nyár... Zsuzsi, Mária lánya
- Munkácsi Miklós: Lisszaboni eső... Pipi
- Bohák György – Czető Bernát: Jézus Krisztus születése... Mária
- Peter Buchman: Most mind együtt... Emmi
- Arthur Schnitzler: Anatol... Bibi
- Dale Wassermann – Joe Darion – Mitch Leigh: La Mancha lovagja... Antonia
- Robert Thomas: A hölgy fecseg és nyomoz... Dáma

## Filmek, tv
- A tökfilkó (1982)
- Leo Fall: Pompadour (1985)
- A nagymama (1986)
- Laura (1987)
- Senki nem tér vissza (1987)